# Someday We Will Foresee Obstacles
Albums de Syd Matters
A Whisper and a Sigh
(2003) Everything Else
(2007)
Someday We Will Foresee Obstacles est le deuxième album studio de Syd Matters, sorti le 5 avril 2005 chez Third Side Records. "What Are You Looking At?" est un morceau caché sur la piste 12.

## Liste des pistes
1. City Talks (2 min 15 s)
2. Obstacles (3 min 30 s)
3. To All Of You (4 min 45 s)
4. Icare (3 min 33 s)
5. Someday Sometimes (5 min 18 s)
6. Passe-Muraille (3 min 05 s)
7. Watcher (5 min 07 s)
8. Lost Bird (5 min 01 s)
9. Flow Backwards (3 min 59 s)
10. English Way (4 min 40 s)
11. Middle Class Men (6 min 04 s)
12. Motion (4 min 23 s)
13. What Are You Looking At? (5 min 58 s) (morceau caché)

## Réutilisation
La chanson Obstacles a été utilisée dans la bande-son du film Upside Down (2012). Elle a également été utilisée et insérée dans la bande-son du jeu Life is Strange (2015). Toujours dans ce même jeu, la chanson To All Of You est utilisée dans le prologue du premier épisode.